# Kim Yong-dae
Kim Yong-dae (김용대?, 金龍大?; Miryang, 11 ottobre 1979) è un ex calciatore sudcoreano, di ruolo portiere.

## Palmarès

### Club
- Coppa di Corea del Sud: 2

Busan I'Cons: 2004
Seoul: 2015
- Campionato sudcoreano: 3

Seongnam Ilhwa Chunma: 2006
Seoul: 2010, 2012
- Coppa di Lega sudcoreana: 1

Seoul: 2010

### Nazionale
- Giochi asiatici: 1

2002
- Coppa dell'Asia orientale: 2

2003, 2008